# Сабурова дача
Сабу́рова да́ча (укр. Сабурова дача; «Сабу́рка», иногда, неправильно, «Собо́рка») — харьковская областная клиническая психиатрическая больница № 3 (ранее № 36, затем 15) — один из крупнейших научных центров в области психиатрии Российской империи, СССР и Украины.
Также Сабуровой дачей называется небольшая историческая часть Харькова между Салтовским шоссе, улицей Академика Павлова и рекой Немышлей в районе городской психиатрической больницы.

## История
В 1793 году Приказ общественного призрения в Харькове выстроил смирительный дом. В 1796 году в Харькове построен дом умалишённых и неизлечимо больных. Остальные части «богоугодных заведений» размещались в особом доме до 1812 года (здание клиник университета).
В 1812 году все соматические отделения «богоугодного заведения» были переведены на территорию бывшей загородной резиденции генерала Сабурова — наместника Екатерины II на Слободской Украине. В 1820 году сюда переведён и дом умалишённых, открытый в 1796 году. Поэтому и харьковские «богоугодные заведения» (то есть дома для психически больных) получили название Сабуровой дачи. Дом умалишённых в 1820 году был переведён в один из двух полутораэтажных флигелей, находившихся по бокам центрального полукруглого здания (помещение бывшего театра), занимая небольшое место. Сама больница Приказа общественного призрения в Харькове в то время была смешанная. В ней, кроме небольшого контингента душевнобольных, числилось 225 коек соматических, из них 125 коек для лиц военного ведомства.
Как лечебное учреждение, Сабурова дача расположена на территории бывшей усадьбы губернатора Петра Сабурова, находящейся по дороге из Харькова на Старый Салтов (ныне улица Академика Павлова, 46). Губернатор завещал своё имение, сад и дом больнице, так как имел душевнобольную дочь.
К 1897 году это была самая большая психиатрическая клиника в России, на 1100 мест.
В начале XX века она стала самым крупным специализированным учреждением в России. В то время в ней работали рядовыми психиатрами В. А. Гиляровский, П. И. Ковалевский, Н. В. Краинский, Т. И. Юдин, ставшие впоследствии всемирно известными учёными.
С 1901 года по инициативе старшего врача больницы Б. С. Грейденберга регулярно проводились научные конференции, которые способствовали повышению квалификации врачей и являлись источником научных идей. Накануне первой русской революции в больнице была осуществлена «система нестеснения» без признаков насилия. В связи с этим Сабурову дачу называли «Вольной Академией».
Больницей был издан первый в Российской империи учебник психиатрии (на русском языке).
В туннелях отопительной системы больницы в годы первой русской революции с ведома некоторых врачей пряталось оружие, прокламации и агитационная литература большевиков. В 1921 году тут был организован психоневрологический институт, а в 1961 году открыта первая в мире кафедра психотерапии, психопрофилактики и психогигиены. Именно тут К. И. Платонов впервые применил гипноз как обезболивающее средство, прежде всего, при родах.
На углу нынешних улицы Академика Павлова и Юбилейного проспекта, в двух километрах от больницы, немцами были расстреляны 18 декабря 1941 года более 470 пациентов (все оставшиеся) и несколько не пожелавших оставить больных медсестёр Сабуровой дачи. На данном месте установлена памятная стела. В настоящий момент[когда?] ведётся застройка их братской могилы торговым центром.

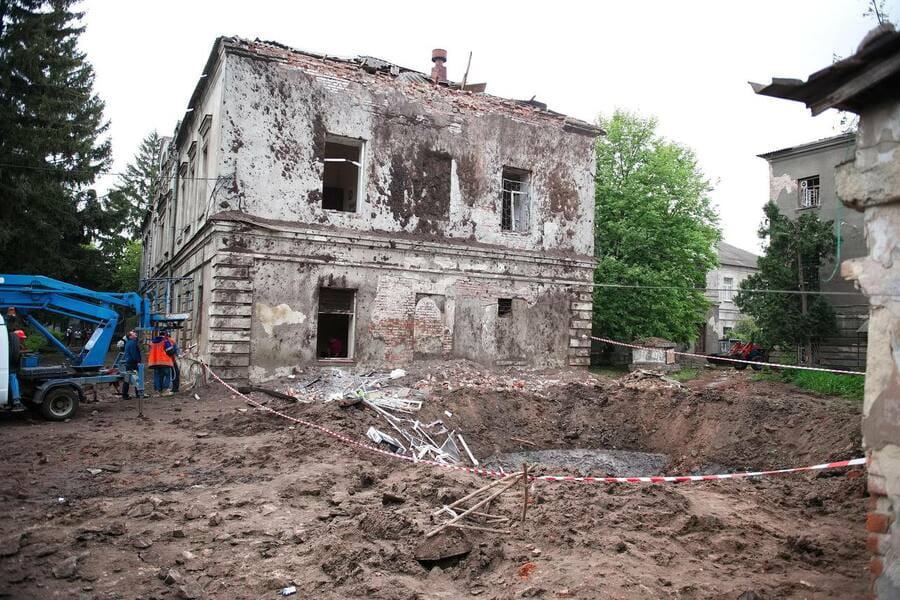
Воронка между корпусами больницы (27 апреля 2024)

В ночь на 27 апреля 2024 года по территории больницы нанесли удар ракетами С-300 российские войска. Ракеты попали в землю между корпусами. В больнице были выбиты стёкла, повреждены отделка помещений, крыши, линии электропередач, водопровод и другие коммуникации; ранена одна пациентка.

### Эволюция названия больницы
- с 1820 года — больница Приказа общественного призрения на территории Сабуровой дачи;
- с 1865 года — Харьковская губернская земская психиатрическая больница;
- с 1918 года — 4-я советская больница им. Я. М. Свердлова;
- с 1926 года — Украинский институт клинической психиатрии и социальной психогигиены;
- с 1955 года — Харьковская психоневрологическая больница;
- с 1960 года — Харьковская городская клиническая психиатрическая больница № 36;
- с 1976 года — Харьковская городская клиническая психиатрическая больница № 15;
- с января 2005 года — Харьковская областная клиническая психиатрическая больница № 3.

## Знаменитые пациенты больницы
- В конце 1880 года здесь провёл несколько месяцев писатель Всеволод Гаршин.
- Известный поэт Велимир Хлебников находился на обследовании в больнице летом 1919 года. Дело в том, что в июне Харьков был занят Добровольческой армией Май-Маевского, и Хлебникову угрожал призыв в Белую армию. Знакомые врачи, сочувствующие ему, направили его на медицинское освидетельствование в психиатрическую больницу на Сабуровой даче. Там он написал стихотворение «Ангелы».
- В 1905 году в больнице под видом больного скрывался от полиции известный большевик Артём (Ф. А. Сергеев), в будущем глава Донецко-Криворожской республики.
- Олег Митасов — «городской сумасшедший».
- В начале 1960-х здесь некоторое время находился Эдуард Савенко (Лимонов)[4], что отражено в его книге «харьковского цикла» под названием «Молодой негодяй». В 2004 году эти события использовал режиссёр Александр Велединский в фильме «Русское» по мотивам прозы Лимонова.

## В фольклоре
- Учитывая факт периодического постоянного уменьшения номера психиатрической больницы, среди её работников родилась шутка: «Раньше в Харькове сумасшедшим был каждый 36-й, потом каждый 15-й, теперь каждый 3-й»[5][6].

## Объекты района
- Александро-Невская церковь (Харьков).
- Памятник Александру Невскому (Харьков).
- Харьковская городская клиническая психиатрическая больница.
- Институт неврологии, психиатрии и наркологии АМН Украины[1].
- 20-я городская поликлиника[1].
- Бывший дворец Петра Сабурова (на территории больницы).
- Институт ИПМаш НАНУ (Механический переулок, 2).
- Институт экономики, рыночных отношений и менеджмента (ул. Школьная, 5)[1].
- Харьковский электромеханический техникум ХНАГХ (ул. Крупской, 36)[1].
- Стадион электромеханического техникума[1].
- Техникум (ул. Академика Павлова, 1) — закрыт.
- Вечерняя школа № 5 (ул. Школьная)[1].
- Салтовская электроподстанция (Салтовское шоссе, 2).